# 흰이마잎원숭이
흰이마잎원숭이 또는 흰이마수릴리(Presbytis frontata)는 긴꼬리원숭이과에 속하는 영장류의 일종이다. 인도네시아와 말레이시아 그리고 브루나이에서 발견된다. 몸은 거의 회갈색이며, 특히 이마에 흰 반점이 있다. 턱과 아래 볼은 회색 빛을 띤다.

## 신체적 특징
흰이마잎원숭이는 앞으로 기울어진 화살촉 모양의 볏을 지니고 있다. 이 종의 털 색깔은 몸 등쪽은 대부분 회갈색을 띠고, 배 쪽은 누르스름한 갈색을 띠며, 특히 이마에는 흰 반점이 있다. 꼬리는 누르스름한 회색, 손과 발 그리고 눈썹과 머리의 볏과 양 볼은 검은 색을 띤다. 머리의 볏에는 정면에 밝은 색깔의 반점이 있다. 이 종은 섬유소를 분해하기 쉽도록, 모이주머니 형태의 위장과 큰 침샘을 지니고 있다. 앞니는 좁고, 어금니는 날카로우며, 머리의 볏은 길다. 턱은 길며, 얼굴은 짧고 넓다. 엄지손가락은 짧고, 뒷다리는 앞다리에 비해 길다. 성숙한 수컷의 평균 몸무게는 5.67 kg 이고, 암컷은 5.56 kg이다. 2종의 아종, P. f. frontata와 P. f. nudifrons이 있다. P. f. frontata의 털 색깔은 갈색을 띠며, 팔과 다리, 머리 윗부분과 옆 부분 그리고 꼬리는 어두운 편이다. 턱과 뺨 아랫쪽은 갈색을 띤다. 이마의 흰 반점의 형태는 대략 삼각형 모양이다. 반면에 P. f. nudifrons의 손과 발 그리고 꼬리 안쪽은 거무스름한 어두운 회색을 띤다. 하체와 꼬리 바깥 쪽은 연한 회갈색을 띠며, 목은 흰 편이다. 이마의 흰 반점은 P. f. frontata에 비해 사각형 형태이고, 짧고 검은 머리카락에 의해 좌우로 나뉜다.

## 생태와 서식지
이 종은 낮에 주로 활동하는 주행성 동물이며, 나무에서 생활하는 수목형 동물이다. 또한 주로 초식 생활을 하며, 과일과 씨앗 등을 먹는다. 이 종들은 다 자란 잎들보다는 덜 자란 잎들을 선호한다. 10마리에서 15마리씩 무리를 형성한다. P. frontata는 300미터가 채 되지 않는 좁은 저지대와 구릉지대 딥테로캅 숲에서 발견된다. 이 종들은 또한 강기슭과 구릉지대 솦에서도 관찰된다.

## 분포
P. frontata의 원산지는 보르네오 섬이며, 대략 북위 3도 이남의 보르네오 섬과 칼리만탄 중부의 S. Barito 동부에 제한적으로 서식한다. P. f. frontata는 S. Kayan과 Banjermasin 남부 사이의 동부에서 발견된다. 반면에 P. f. nudifrons는 Lanjak-Entimau 야생 보호 지역이 포함되어 있는 S. Rajang 상부와 바탕 루파 상부 사이의 사라왁 중부 지역에서 기록된다.

## 사회적 습성과 의사 교환
흰이마잎원숭이는 숲을 네 발로 움직인다. 또한 숲에서 뛰어 다니며 이동하기도 한다. 집단 내에서, 무리를 짓지 않는 수컷도 발견되기도 한다. 수컷들은 그 집단의 영역을 표시하기 위한 방법으로 큰 소리를 낸다. 또한 집단적으로 서로 돌봐 주는, 몸 접촉을 통한 관계를 유지하기도 한다. 개체 사이에 유대를 강화하기 위해, 서로 다른 개체들을 손질해 준다. 생식에서, 한 번에 한 마리의 새끼를 낳는다.

## 멸종 위기와 보존
이 개체군은 마지막 세 세대 동안(약 30년) 30% 이상 감소하는 추세에 있기 때문에 멸종 위기 취약 종으로 등록되어 있다. 그 이유는 식용과 전통 약재로 쓰기 위해 사냥을 할 뿐만 아니라 서식지 감소 때문이다. 숲 서식지가 급속히 줄어들고 있는데, 그 이유는 특히 식물 정유 농장과 인위적인 환경 때문이다. 종 보존을 위해, 인도네시아는 사라왁에서는 모든 종을 법으로 보호하고 있다.
적어도 7곳 군데의 보호 지역이 있고, 말레이시아에는 단 한 곳 Lanjak-Entimau 야생보호지역이 있다.